# Santa Maria de Miralles
Santa Maria de Miralles è un comune spagnolo di 98 abitanti situato nella comunità autonoma della Catalogna.